# Hrabia Baldwin of Bewdley

## Informacje ogólne
- Dodatkowym tytułem hrabiego Baldwin of Bewdley, i jednocześnie tytułem noszonym przez najstarszego syna hrabiego, jest wicehrabia Corvedale
- Rodową siedzibą hrabiów Baldwin of Bewdley jest Manor Farm House w Wolvercote w hrabstwie Oxfordshire

Hrabiowie Baldwin of Bewdley 1. kreacji (parostwo Zjednoczonego Królestwa)
- 1937–1947: Stanley Baldwin, 1. hrabia Baldwin of Bewdley
- 1947–1958: Oliver Ridsdale Baldwin, 2. hrabia Baldwin of Bewdley
- 1958–1976: Arthur Baldwin, 3. hrabia Baldwin of Bewdley
- 1976 -: Edward Alfred Alexander Baldwin, 4. hrabia Baldwin of Bewdley

Najstarszy syn 4. hrabiego Baldwin of Bewdley: Benedict Alexander Stanley Baldwin, wicehrabia Corcedale